# L'altipiano
L'altipiano è un dipinto di Napoleone Giovanni Fiumi. Eseguito nel 1926, appartiene alle collezioni d'arte della Fondazione Cariplo.

## Descrizione
Si tratta di un paesaggio in cui buona parte della composizione è riservata al cielo, contraddistinto da nubi raffigurate in maniera decorativa piuttosto che descrittiva; l'altipiano e le montagne presentano una marcata stilizzazione delle masse e una notevole decisione cromatica, sull'onda dell'influenza novecentista.

## Storia
Il dipinto rappresenta uno dei primi acquisti della Fondazione Cariplo, effettuato presso la Società Permanente in occasione dell'Esposizione degli Artisti Combattenti d'Italia nel 1927.